# Jawa 634

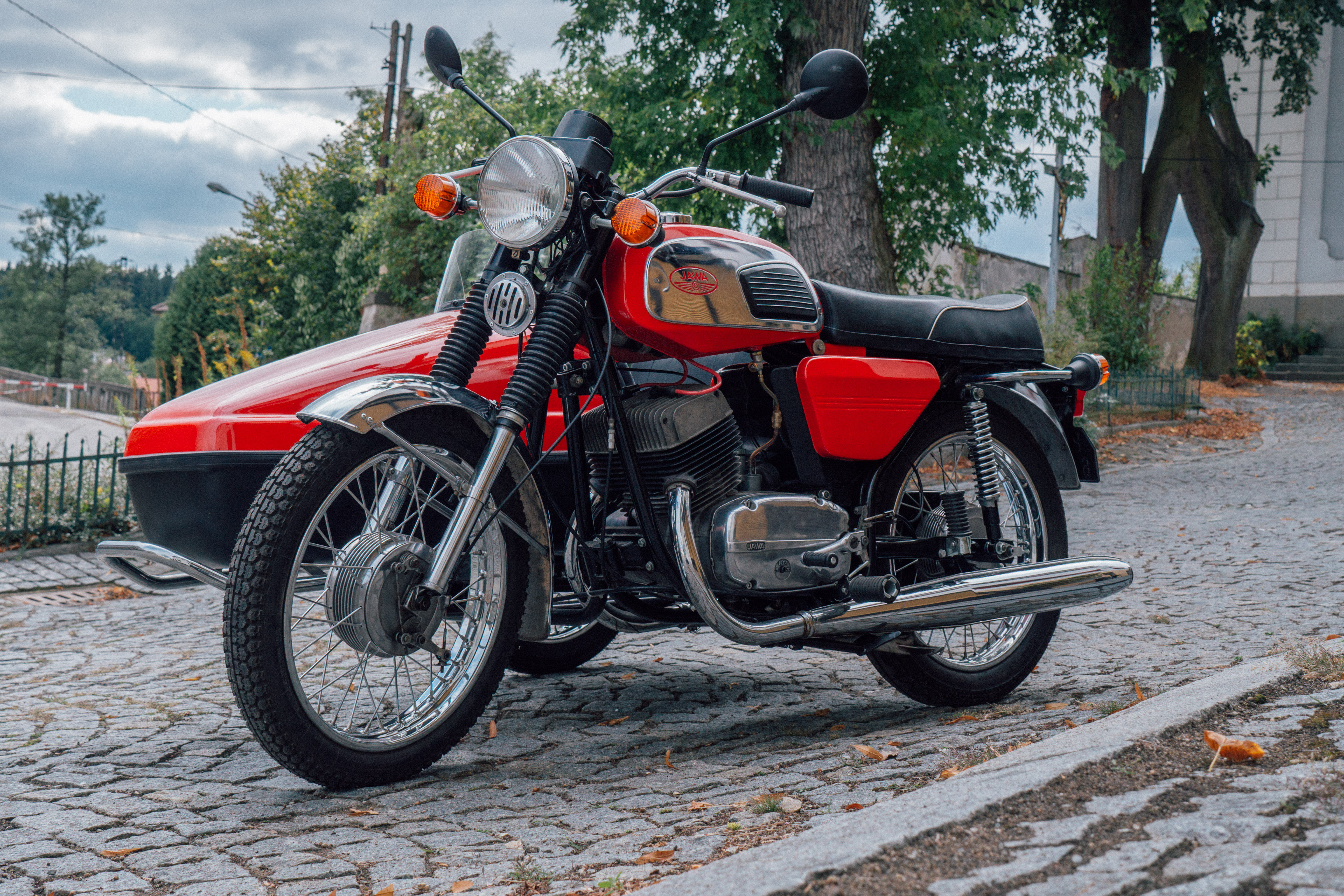
Jawa 350 als Gespannversion

Die Jawa 350 Typ 634 war ein vom tschechischen Hersteller Jawa produziertes Motorrad. Das mit einem Zweitakt-Zweizylindermotor ausgestattete Motorrad der Baureihe 634 wurde von 1973 bis 1984 produziert. 

## Modellgeschichte und Technik
Im Unterschied zur früheren Jawa 354 waren neben der geänderten Gestaltung die Verwendung von 18"-Laufrädern und der Wegfall der Variante mit 250 cm³-Motor auffällig. Eine Kettenkapselung wurde nach dem MZ-Prinzip (Kettenschläuchen aus Gummi sowie einem Kettenkasten an der Hinterradnabe) eingeführt. 1974 wurde die sportliche Variante 634-5 abgeleitet, mit freiliegenden hinteren Federbeinen und Drehzahlmesser. Der Motor leistete in dieser Ausführung 28 PS, die Höchstgeschwindigkeit lag damit bei 135 km/h. Passend zur Jawa 634 entwickelte der Betrieb Kovona Karviná einen neuen Seitenwagen unter dem Namen Velorex, der Betrieb ist nicht identisch mit dem Hersteller dreirädriger Kleinfahrzeuge Velorex.
Von der Jawa 634 gab es verschiedene Modelle, die sich alle minimal unterscheiden. Es gab zum Beispiel eine leistungsschwächere 634-4-03, aber auch die 634-5 mit 28 PS. Die Modelle mit nachgestellten 04 bzw. 06 sind für Beiwagenbetrieb geeignet.
Die Lackierung war Jawa-Rot/Schwarz mit Chrom, jedoch unterschieden sich die einzelnen Modelle voneinander.

## Technische Daten
| Jawa 634              | Jawa 634                                                                 |
| --------------------- | ------------------------------------------------------------------------ |
| Baujahre              | 1973–1984                                                                |
| Motor                 | fahrtwindgekühlter Zweizylinder-Zweitaktmotor, Kickstarter               |
| Bohrung × Hub         | 58,75 × 65 mm                                                            |
| Hubraum               | 352 cm³                                                                  |
| Leistung              | 19 / 22 / 26 / 27 / 28 PS (Vom Modell und Baujahr abhängig)              |
| Vergaser              | JIKOV 2926                                                               |
| Schmierung            | Zweitaktgemisch                                                          |
| Bordspannung          | 6 V                                                                      |
| Getriebe              | 4-Gang mit Fußschaltung                                                  |
| Endantrieb            | Kette                                                                    |
| Maße (L × B × H)      | 2080 × 1460 × 1350 mm                                                    |
| Radaufhängung vorn    | Teleskopgabel                                                            |
| Radaufhängung hinten  | gezogene Zweiarmschwinge aus Rundstahlrohr, über 2 Federbeine abgestützt |
| Bremse vorne          | Trommelbremse (Duplexbremse), mit Handhebel seilzugbetätigt              |
| Bremse hinten         | Trommelbremse (Simplex), mit Fußhebel seilzugbetätigt                    |
| Trockengewicht        | 166 kg                                                                   |
| Leergewicht           | 175 kg                                                                   |
| zul. Gesamtgewicht    | 380 kg                                                                   |
| Höchstgeschwindigkeit | 120–135 km/h (Vom Modell und Baujahr abhängig)                           |
| Verbrauch             | 4–6 l/100 km je nach Fahrweise                                           |
| Lautstärke            | 90 dB bei 3937/min                                                       |